# Eduardo Risso (remer)
Eduardo Risso   (Montevideo, 1 de novembre de 1925 - Montevideo, 12 de gener de 1986) fou un remer uruguaià que va competir durant les dècades de 1940 i 1950.
El 1948 va prendre part en els Jocs Olímpics de Londres, on guanyà la medalla de plata en la prova de scull individual del programa de rem. Quatre anys més tard, als Jocs de Hèlsinki, quedà eliminat en sèries en la mateixa prova.